# Miami Science Museum
Le Miami Science Museum est un musée scientifique situé dans la ville de Miami, Floride, États-Unis. Il comprend un planetarium, un observatoire (Weintraub Observatory) et un centre de la nature.

## Sources
- (en) Cet article est partiellement ou en totalité issu de l’article de Wikipédia en anglais intitulé « Miami Science Museum » (voir la liste des auteurs).